# Lardon (cuisine)
Pour les articles homonymes, voir Lardon.

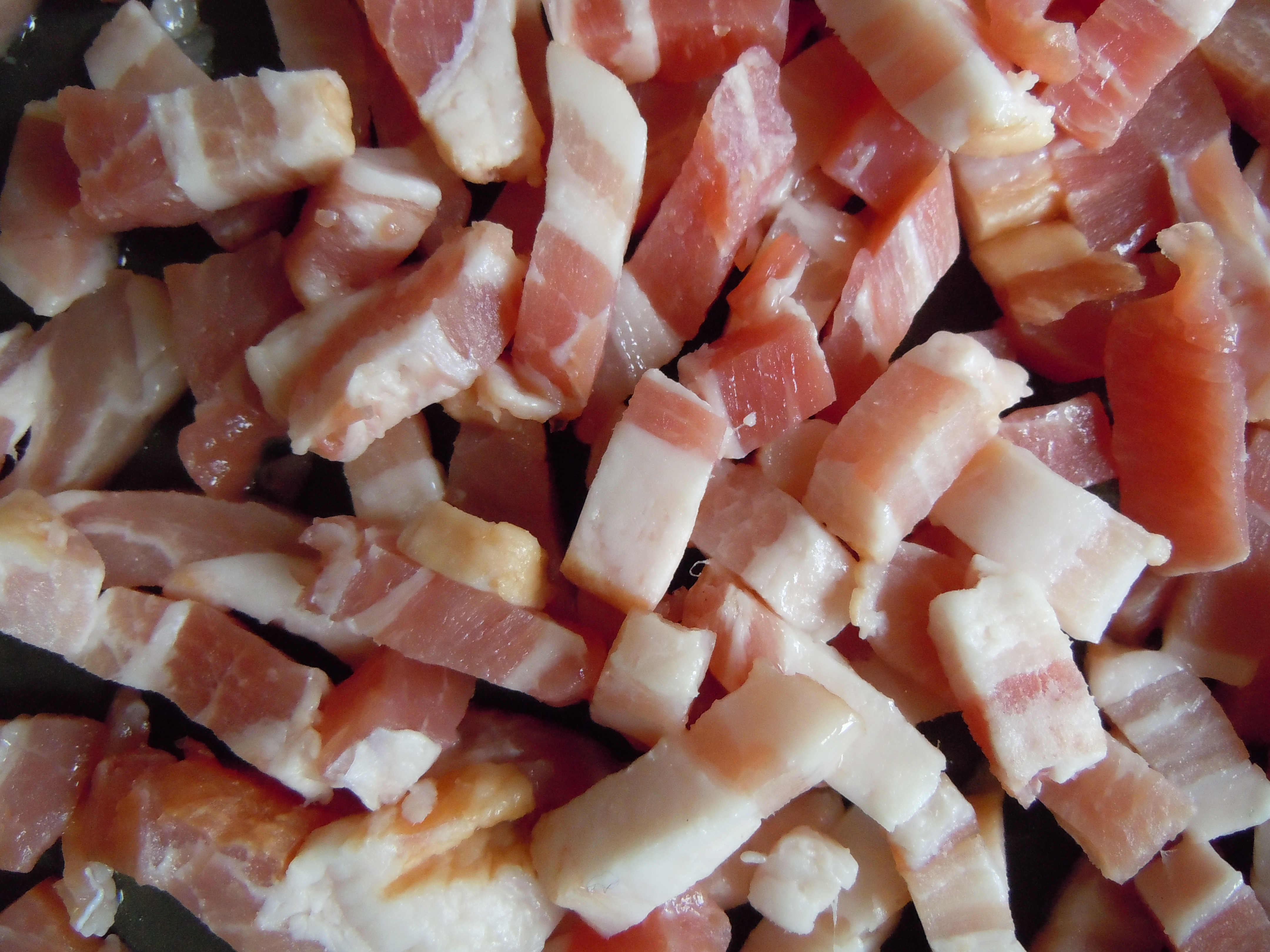
Lardons de porc avant cuisson.

En cuisine, un lardon est un petit morceau de lard de porc.
Les lardons servent à accommoder un plat. Dérivé de la chair grasse du porc, il peut être fumé ou salé. Le lardon se cuisine généralement rissolé.

## Utilisation
Il peut être consommé chaud ou froid, dans des plats ou incorporé à des préparations culinaires.
- Fougasse
- Pâtes à la carbonara
- Quiche lorraine
- Rösti bernois
- Salade de pissenlit
- Salade lyonnaise
- Tarte flambée
- Tartiflette
- Tofailles

## Enjeux économiques

### En France
À la suite d'une décision du Conseil d'État du 28 janvier 2025, le terme lardon peut également décrire une alternative végétale,.